# Течеу Мик (Марамуреш)
Течеу Мик (рум. Teceu Mic) насеље је у Румунији у округу Марамуреш у општини Ремеци. Oпштина се налази на надморској висини од 213 m.

## Становништво
Према подацима из 2002. године у насељу је живело 195 становника.

### Попис2002.
| Расподела становништва по националности 2002.‍ | Расподела становништва по националности 2002.‍ | Расподела становништва по националности 2002.‍ | Расподела становништва по националности 2002.‍ | Расподела становништва по националности 2002.‍ |
| --------------------------------------------- | --------------------------------------------- | --------------------------------------------- | --------------------------------------------- | --------------------------------------------- |
|                                               |                                               |                                               |                                               |                                               |
| Румуни                                        | Румуни                                        |                                               | 22                                            | 11,3%                                         |
| Мађари                                        | Мађари                                        |                                               | 129                                           | 66,2%                                         |
| Украјинци                                     | Украјинци                                     |                                               | 44                                            | 22,6%                                         |